# The Magistrate
The Magistrate er en britisk stumfilm fra 1921 af Bannister Merwin.

## Medvirkende
- Tom Reynolds som Poskett
- Maudie Dunham som Beattie Tomlinson
- Ethel Warwick som Agatha Poskett
- Roy Royston som Cis Farringdon
- Cyril Percival som Horace Vail
- Dawson Millward som Lukyn
- Nell Graham som Charlotte Poskett